# غواصة يو-82
يو-82 هي غواصة تابعة للإمبراطورية الألمانية خدمت مع 329 غواصة في البحرية الإمبراطورية الألمانية أثناء الحرب العالمية الأولى. شاركت في الحرب البحرية في الحرب العالمية الأولى خلال معركة الأطلسي الأولى.

## التصميم والمواصفات
```
تم بناء غواصة يو-82 في عام 1941، وكانت جزءًا من الفئة السابعة من الغواصات. كانت تتميز بتصميمها الفعال وقدرتها على الغوص العميق، مما جعلها قادرة على تنفيذ مهامها بشكل فعال. كانت الغواصة مزودة بأسلحة متطورة في ذلك الوقت، بما في ذلك الطوربيدات والمدافع.
```

## الخدمة العسكرية
```
خدمت غواصة يو-82 في المحيط الأطلسي، حيث قامت بعدد من العمليات الهجومية ضد السفن التجارية والحربية. خلال فترة خدمتها، تمكنت من إغراق عدد من السفن، مما ساهم في تعزيز سمعة الغواصات الألمانية كقوة بحرية فعالة.
```

## النهاية
```
في عام 1943، تعرضت غواصة يو-82 للهجوم من قبل القوات البحرية الحليفة، مما أدى إلى تدميرها. كانت نهاية الغواصة تمثل جزءًا من التغيرات في مجريات الحرب، حيث بدأت القوات الحليفة في تحسين استراتيجياتها لمواجهة تهديد الغواصات.
```

## الخاتمة
```
تعتبر غواصة يو-82 مثالًا على التكنولوجيا البحرية المتقدمة في ذلك الوقت، ودورها في الحرب العالمية الثانية. على الرغم من نهايتها، إلا أن الغواصة تظل جزءًا من التاريخ العسكري الذي يعكس التحديات والصراعات التي شهدها العالم في تلك الفترة.
```